# Guglielmo Giannini
Guglielmo Giannini, född 14 oktober 1891 i Pozzuoli, död 13 oktober 1960 i Rom, var en italiensk författare, journalist och politiker.
Giannini, som även var verksam som komediförfattare, grundade 1945 veckotidskriften Uomo qualunque, som propagerade för den opolitiska fackmannastaten och snabbt fick stor spridning. Han bildade något senare en politisk rörelse med samma namn. Denna vann betydande framgång i valen 1946, men den splittrades i slutet av 1947. I januari 1948 övergick Giannini själv till Francesco Saverio Nittis nyskapade liberaldemokratiska valblock.